# Lens (Svizzera)
Lens è un comune svizzero di 4 047 abitanti del Canton Vallese, nel distretto di Sierre.

## Storia
Dal suo territorio nel 1905 furono scorporate le località di Chermignon, Icogne e Montana, divenute comuni autonomi.

## Monumenti e luoghi d'interesse

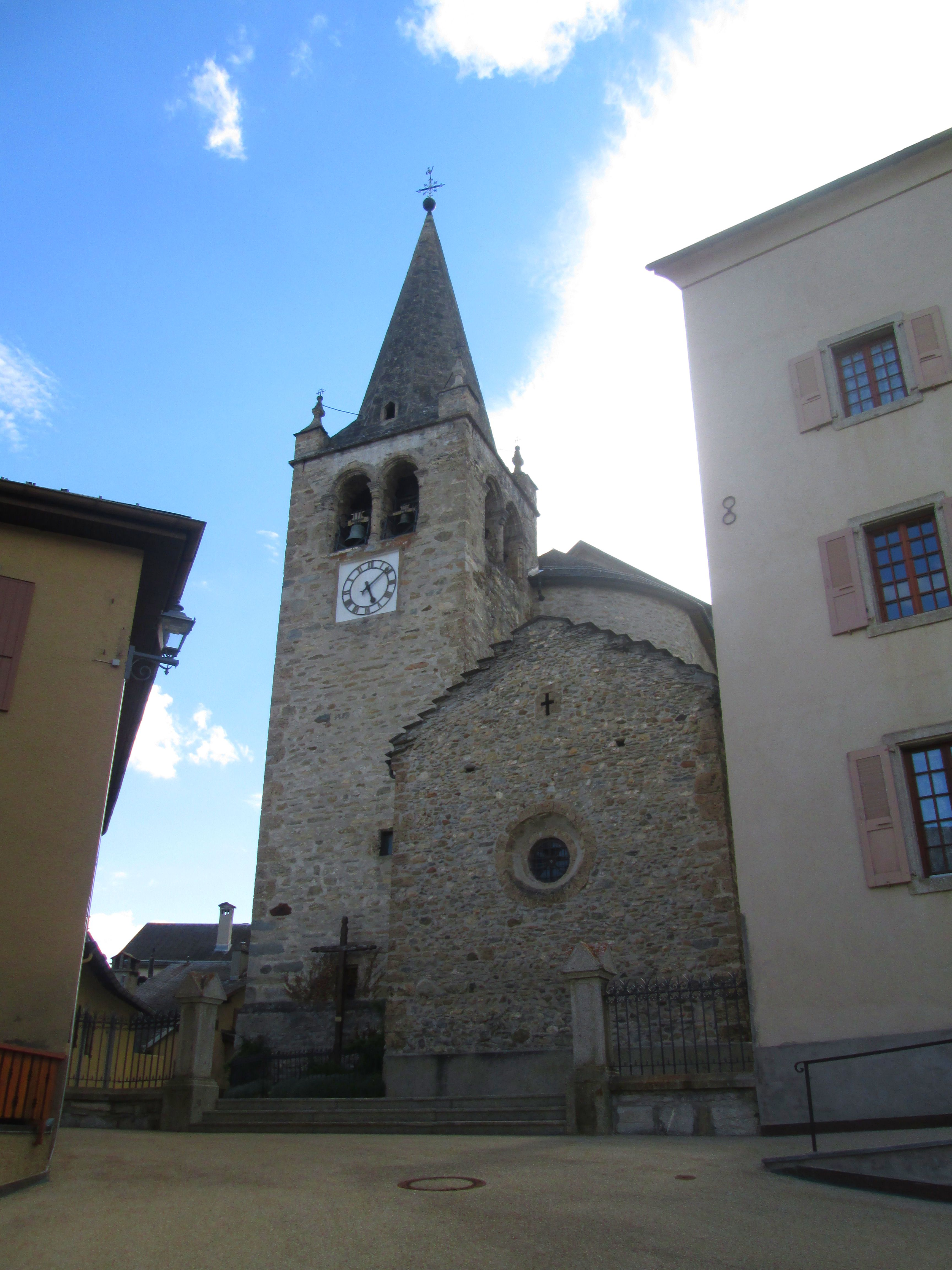
La chiesa di San Pietro

- Chiesa parrocchiale cattolica di San Pietro, dedicata nel 1286 e ricostruita nel 1842[1].

## Società

### Evoluzione demografica
L'evoluzione demografica è riportata nella seguente tabella:
Abitanti censiti

## Infrastrutture e trasporti
Lens è servito dalla stazione di Granges-Lens, sulla ferrovia Losanna-Briga.

## Amministrazione
Ogni famiglia originaria del luogo fa parte del cosiddetto comune patriziale e ha la responsabilità della manutenzione di ogni bene ricadente all'interno dei confini del comune.